# 刘树勋 (1902年)
刘树勋（1902年—1986年），字景异，男，奉天昌图人，中国土木工程专家、政治人物，中国农工民主党中央委员会原副主席，南京市人民政府原副市长，江苏省政协原副主席，江苏省人大常委会原副主任，第二、三、五、六届全国人大代表。